# 용행천하
《용행천하》(중국어: 龍行天下)/(영어: The Master)은 1992년 개봉된 홍콩 영화이다.

## 출연
- 이연걸 - 연걸
- 곽금은 - 아미
- 원화 - 사부
- 제리 트림블 - 자니
- 앤 리케츠 - 안나

## 한국판 성우진(KBS)
- 김승준 - 연걸(이연걸)
- 차명화 - 아미(곽금은)
- 김익태 - 사부(원화)
- 김환진 - 자니(제리 트림블)
- 김은아 - 안나(앤 리케츠)
- 설영범 - 무술 사범(두위화)
- 이윤선 - 아미의 상관(장좌강) / 오스카(마이클 버크)
- 임성표 - 경찰(케네스 노울링)
- 문관일 - 택시 기사(진영명) / 연걸의 제자(루벤 곤잘레즈)
- 서문석 - 연걸의 제자(가이 파돌원)
- 조유연 - 선생님(파멜라 J. 앤더슨)
- 오인성 - 연걸의 제자(웨인 포스트)